# Otakar Vejvoda
Otakar Vejvoda, född 18 juni 1972 i Kladno i dåvarande Tjeckoslovakien, är en före detta professionell ishockeyspelare.
Vejvoda spelade i tjeckiska HC Kladno, och var med i Tjeckiens landslag när de vann ishockey-VM 1996. Samma år värvades han, tillsammans med lagkamraterna Pavel Patera och Martin Procházka, till svenska AIK, och Vejvoda har bott i Sverige sedan dess.
Karriären som hockeyspelare tog slut efter en lårskada, men Vejvoda har de senaste åren arbetat som hockeytränare för bland annat Botkyrka HC och Lidingö Vikings HC.
Även Vejvodas far, Otakar senior, och bror, Martin är båda ishockeyspelare.